# Mästarnas mästare 2024
Den 16:e säsongen av TV-programmet Mästarnas mästare sändes i Sveriges Television mellan den 4 februari och 14 april 2024. Säsongen spelades in i Katalonien i Spanien i september 2023. Den 21 augusti 2023 presenterades säsongens deltagare.
Inför inspelningarna meddelade Sveriges Television ett antal förändringar i tävlingsupplägget för säsongen, bland annat att säsongen fick nio deltagare som alla tävlar från start istället för att vara indelade i grupper. Momentet Mästarkvalet användes inte i den här säsongen. En annan förändring var att mästarna i de inledande programmen (innan slutspelet och finalen) inte längre tävlade om immunitet utan att inte hamna längst ned i totaltabellen i varje avsnitt. De som hamnade på de sista platserna fick delta i en kvaltävling där förloraren hamnade i Nattduellen. I och med att man inte längre fick en ny chans tillbaka in i spelet vid förlorad Nattduell innebar det att de som förlorade Nattduellerna fick lämna tävlingen. Deltagarna tog även med sig ett visst antal av sina poäng mellan avsnitten, baserat på deras totalplacering i föregående avsnitt.

## Deltagare
Inför inspelningarna presenterade Sveriges Television inga avhopp bland deltagarna, men när inspelningarna pågick kunde Aftonbladet presentera att den före detta ishockeyspelaren Jimmie Ericsson från början var tillfrågad som deltagare, men på grund av skadeskäl lämnade han återbud innan inspelningarna började. Hans plats togs över av den före detta brottaren Jimmy Samuelsson.
| Namn              | Sport      |
| ----------------- | ---------- |
| Anja Pärson       | Alpint     |
| Anna Wijk         | Innebandy  |
| Emma Johansson    | Cykel      |
| Jimmy Samuelsson  | Brottning  |
| Joel Lundqvist    | Ishockey   |
| Johanna Ahlm      | Handboll   |
| Johanna Davidsson | Äventyrare |
| Sebastian Larsson | Fotboll    |
| Tony Rickardsson  | Speedway   |

## Nattduellen
I Nattduellen avgörs vilken deltagare som varje vecka skulle lämna tävlingen. Nattduellen bestod av fem lysande stavar på ett bord. När en av stavarna slocknade skulle man ta den och den som tog staven först vann och fick stanna kvar i tävlingen. Tävlingen kördes i tre omgångar, där den person som först vunnit två omgångar hade vunnit nattduellen. För att armarna skulle vara på lika långt avstånd från stavarna tvingades de tävlande hålla i två stycken kättingar, som satt fast i marken. Tappade någon av de tävlande kättingen innan staven slocknade gick segern i den omgången till motståndaren.
| Avsnitt | Datum (2024) | Nattduell mellan                     | Vinnare omgång 1  | Vinnare omgång 2  | Vinnare omgång 3 | Utslagen         |   |
| ------- | ------------ | ------------------------------------ | ----------------- | ----------------- | ---------------- | ---------------- | - |
| 1       | 4 februari   | —                                    | —                 | —                 | —                | —                | — |
| 2       | 11 februari  | —                                    | —                 | —                 | —                | —                | — |
| 3       | 18 februari  | Tony Rickardsson och Johanna Ahlm    | Tony Rickardsson  | Johanna Ahlm      | Tony Rickardsson | Johanna Ahlm     |   |
| 4       | 25 februari  | Anna Wijk och Tony Rickardsson       | Tony Rickardsson  | Anna Wijk         | Tony Rickardsson | Anna Wijk        |   |
| 5       | 10 mars      | —                                    | —                 | —                 | —                | —                | — |
| 6       | 17 mars      | Tony Rickardsson och Joel Lundqvist  | Tony Rickardsson  | Joel Lundqvist    | Joel Lundqvist   | Tony Rickardsson |   |
| 7       | 24 mars      | —                                    | —                 | —                 | —                | —                | — |
| 8       | 31 mars      | Joel Lundqvist och Sebastian Larsson | Sebastian Larsson | Sebastian Larsson | —                | Joel Lundqvist   |   |
| 9       | 7 april      | Sebastian Larsson och Emma Johansson | Sebastian Larsson | Sebastian Larsson | —                | Emma Johansson   |   |
| 10      | 14 april     | —                                    | —                 | —                 | —                | —                | — |

### Kval till Nattduellen
Kvalet till Nattduellen avgjordes mellan de tre deltagare som samlat ihop lägst antal poäng efter avsnittets samtliga tävlingar. I kval 1–8 gällde det att den som förlorade ett kval hamnade automatiskt i Nattduellen. I det nionde och sista kvalet gällde istället att den som vann kvalet gick direkt till final medan de övriga två hamnade i Nattduellen. Kvalet bestod av en av tre grenar: Domino, Mag- och lårdödaren eller Säcklyft.

#### Kval 1
| Deltagare        | Gren     |
| ---------------- | -------- |
| Emma Johansson   | Säcklyft |
| Johanna Ahlm     | Säcklyft |
| Tony Rickardsson | Säcklyft |

#### Kval 2
| Deltagare        | Gren                |
| ---------------- | ------------------- |
| Anna Wijk        | Mag- och lårdödaren |
| Jimmy Samuelsson | Mag- och lårdödaren |
| Johanna Ahlm     | Mag- och lårdödaren |

#### Kval 3
| Deltagare        | Gren     |
| ---------------- | -------- |
| Jimmy Samuelsson | Säcklyft |
| Tony Rickardsson | Säcklyft |
| Anna Wijk        | Säcklyft |

#### Kval 4
| Deltagare         | Gren                |
| ----------------- | ------------------- |
| Johanna Davidsson | Mag- och lårdödaren |
| Emma Johansson    | Mag- och lårdödaren |
| Tony Rickardsson  | Mag- och lårdödaren |

#### Kval 5
| Deltagare        | Gren     |
| ---------------- | -------- |
| Joel Lundqvist   | Säcklyft |
| Emma Johansson   | Säcklyft |
| Tony Rickardsson | Säcklyft |

#### Kval 6
| Deltagare         | Gren     |
| ----------------- | -------- |
| Johanna Davidsson | Säcklyft |
| Emma Johansson    | Säcklyft |
| Joel Lundqvist    | Säcklyft |

#### Kval 7
| Deltagare         | Gren   |
| ----------------- | ------ |
| Anja Pärson       | Domino |
| Johanna Davidsson | Domino |
| Joel Lundqvist    | Domino |

#### Kval 8
| Deltagare         | Gren                |
| ----------------- | ------------------- |
| Jimmy Samuelsson  | Mag- och lårdödaren |
| Anja Pärson       | Mag- och lårdödaren |
| Sebastian Larsson | Mag- och lårdödaren |

#### Kval 9
| Deltagare         | Gren     |
| ----------------- | -------- |
| Anja Pärson       | Säcklyft |
| Emma Johansson    | Säcklyft |
| Sebastian Larsson | Säcklyft |

## Slutgiltig placering och utslagningsschema

Den sextonde säsongen av Mästarnas mästare spelades in under september 2023 i Katalonien.

Finalen avgjordes den 14 april 2024 mellan Anja Pärson, Sebastian Larsson, Jimmy Samuelsson och Johanna Davidsson. Den första grenen vanns av Larsson, som därmed tog sig direkt till jaktstarten. Den andra grenen vanns av Pärson, som därmed tog sig till jaktstarten och undvek sprintduellen. Sprintduellen vanns med 2–0 av Samuelsson, vilket betydde att Davidsson blev utslagen ur Mästarnas mästare. Inför jaktstarten hade Larsson femton sekunders försprång mot tvåan, Pärson, som i sin tur fick femton sekunders försprång mot trean, Samuelsson. Jaktstarten vanns av Larsson och tvåa kom Pärson, vilket betydde att Samuelsson blev utslagen. I den avgörande finalen skulle de två kvarvarande deltagarna rulla tre Sisyfos-klot in i en fålla för att sedan bygga en spångbana. Därefter skulle de memorera ett färgmemory och balansera totalt sex klot i en klotbana, innan de slutligen skulle rulla i dessa klot i ett hål. Detta moment vanns av Pärson, som därmed blev Mästarnas mästare 2024.
| Deltagare         | Plats | 1  | 2          | 3         | 4         | 5          | 6             | 7          | 8         | 9         | 10      |  |
| ----------------- | ----- | -- | ---------- | --------- | --------- | ---------- | ------------- | ---------- | --------- | --------- | ------- |  |
| Anja Pärson       | 1     | 19 | 28 (9+19)  | 18 (9+9)  | 17 (8+9)  | 23 (7+16)  | 27,5 (8+19,5) | 17 (9+8)   | 15 (5+10) | 16 (6+10) | Vinnare |  |
| Sebastian Larsson | 2     | 14 | 19 (6+13)  | 17 (7+10) | 23 (6+17) | 37 (9+28)  | 30 (10+20)    | 26 (10+16) | 19 (10+9) | 17 (8+9)  | Tvåa    |  |
| Jimmy Samuelsson  | 3     | 13 | 16 (5+11)  | 16 (4+12) | 23 (5+18) | 26 (10+16) | 27 (9+18)     | 24 (8+16)  | 16 (8+8)  | 34 (7+27) | Trea    |  |
| Johanna Davidsson | 4     | 20 | 23 (10+13) | 26 (8+18) | 16 (10+6) | 18 (6+12)  | 16 (7+9)      | 17 (5+12)  | 20 (6+14) | 27 (9+18) | —       |  |
| Emma Johansson    | 5     | 3  | 16 (2+14)  | 25 (6+19) | 16 (9+7)  | 14 (5+9)   | 17 (4+13)     | 25 (6+19)  | 22 (9+13) | 19 (10+9) |         |  |
| Joel Lundqvist    | 6     | 16 | 31 (8+23)  | 17 (10+7) | 22 (7+15) | 18 (8+10)  | 20,5 (6+14,5) | 22 (7+15)  | 16 (7+9)  |           |         |  |
| Tony Rickardsson  | 7     | 4  | 7 (3+4)    | 11 (3+8)  | 10 (3+7)  | 15 (4+11)  | 13 (5+8)      |            |           |           |         |  |
| Anna Wijk         | 8     | 15 | 16 (7+9)   | 13 (5+8)  | 16 (4+12) |            |               |            |           |           |         |  |
| Johanna Ahlm      | 9     | 10 | 13 (4+9)   |           |           |            |               |            |           |           |         |  |

## Tittarsiffror

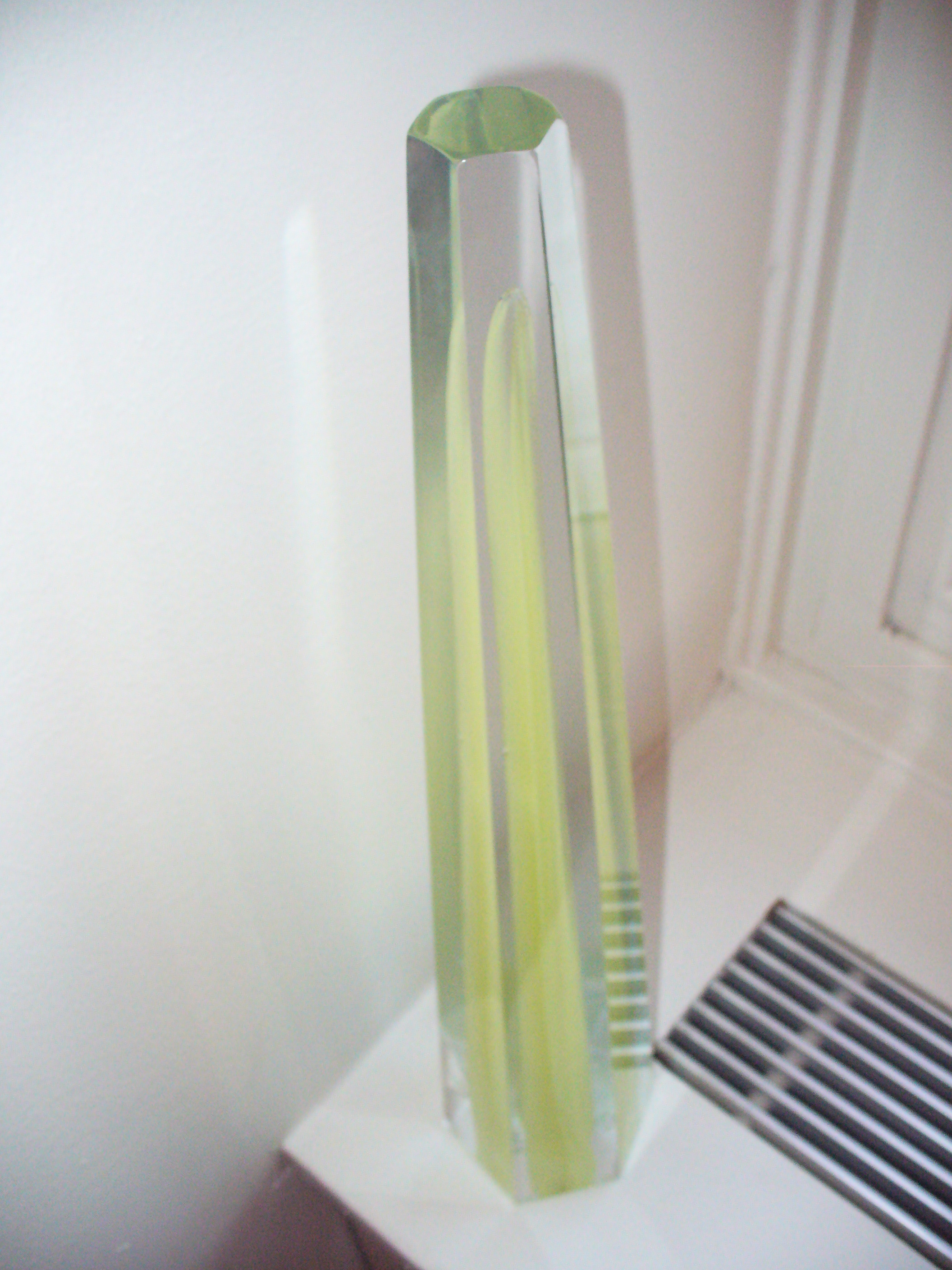
Programmet tilldelades Kristallen 2024 i kategorin Årets tävlingsreality.